# Île Baaba
L’île Baaba est une île de Nouvelle-Calédonie appartenant administrativement à Poum.

## Géographie
Elle constitue la pointe nord de la Nouvelle-Calédonie dont elle n'est  séparée que par un petit détroit nommé Boat Pass.
On y rencontre une espèce endémique de gecko de la famille des Diplodactylidae, le Dierogekko baaba.

## Histoire
Elle a été relevée par Léon Chambeyron.
Les îles de Baaba, Taanlô, Yenghébane, ont été louées à Louis Ballande fils aîné (1895), puis à Narcisse Duhamel et à Henri Delaplane.
L'île Nendiolé a été louée à Faustin Elphège (1895).